# Melanchra bejamini
Melanchra bejamini là một loài bướm đêm trong họ Noctuidae.